# Amtsblatt der Europäischen Union

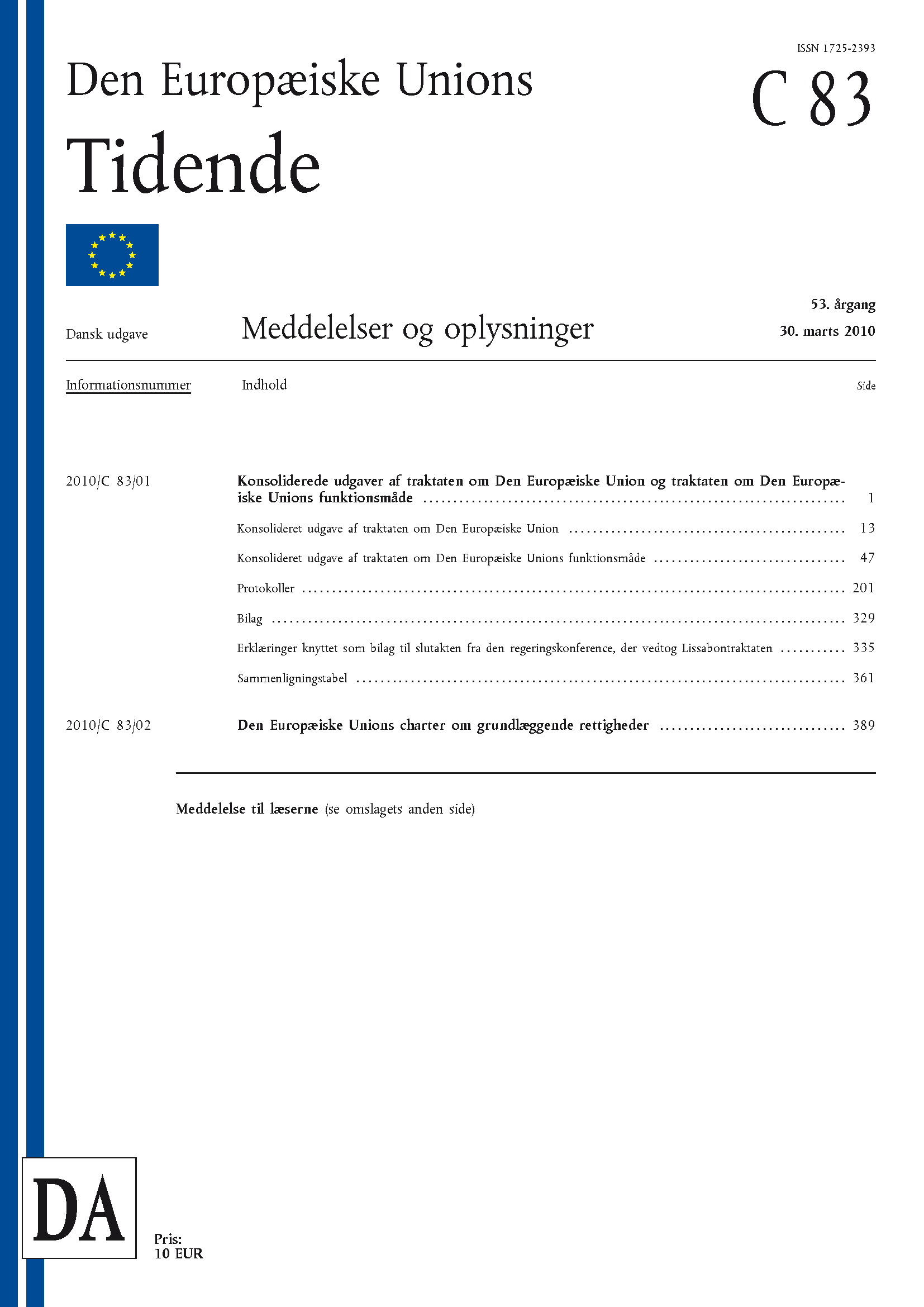
Titelseite des Amtsblatts der Europäischen Union auf Dänisch

Das Amtsblatt der Europäischen Union (ABl, engl. OJEU Official Journal of the European Union) ist das offizielle Veröffentlichungsblatt der Organe, Einrichtungen und sonstigen Stellen der Europäischen Union. Frühere Titel waren von Dezember 1952 bis April 1958 Amtsblatt der Europäischen Gemeinschaft für Kohle und Stahl und von April 1958 bis Januar 2003 Amtsblatt der Europäischen Gemeinschaften.

## Veröffentlichung
Das Amtsblatt wird in der Regel montags bis freitags in mehreren Nummern täglich vom Amt für Veröffentlichungen der Europäischen Union in Luxemburg herausgegeben.
Seit 1998 ist das Amtsblatt online abrufbar; die Papierausgabe von Reihe S wurde damals eingestellt. Mit Wirkung vom 1. Juli 2013 ist grundsätzlich die elektronische Ausgabe des Amtsblatts rechtsverbindlich. Seit dem 1. Oktober 2023 erscheinen die einzelnen Rechtsakte einzeln und ohne ein gemeinsames Inhaltsverzeichnis. Damit soll die Flexibilität bei der Verkündung der Rechtsvorschriften verbessert werden.
Das Amtsblatt hat eigene ISSN-Kennungen je Reihe, je Publikationsform und im Allgemeinen auch je Sprache (Reihe L deutsch, elektronisch ISSN 1977-0642/Papier ISSN 1725-2539; Reihe C deutsch, elektronisch ISSN 1977-088X/Papier ISSN 1725-2407; Reihe S sprachunabhängig, elektronisch ISSN 2529-5705).
Eine thematische Erschließung der veröffentlichten Rechtsakte erfolgt über den Fundstellennachweis.

## Gliederung
Seit 1968 ist das Amtsblatt geteilt in Reihe L (Législation) für Rechtsvorschriften (wie Verordnungen, Richtlinien, Beschlüsse) und Reihe C (Communications et informations) für andere Mitteilungen und Bekanntmachungen; beide haben Unterreihen. Seit 1978 gibt es zudem die Reihe S (Supplément) für Ausschreibungen öffentlicher Aufträge und EWIV-Bekanntmachungen (siehe TED). Sonderausgaben enthalten das zum Zeitpunkt des Beitritts des betreffenden Mitgliedstaats geltende Sekundärrecht.
Reihe L (Rechtsvorschriften) gliedert sich in
- Gesetzgebungsakte (vgl. Art. 297 Abs. 1 AEUV)
- Rechtsakte ohne Gesetzescharakter (vgl. Art. 297 Abs. 2 AEUV)
- sonstige Rechtsakte (EWR)
- Unterreihen:
  - L … I (isoliert, z. B. eilbedürftig, seit 2016)
  - L … M (nachträgliche Veröffentlichungen in maltesischer Sprache, 2005 bis 2011; vgl. unten)

Reihe C (Mitteilungen und Bekanntmachungen) gliedert sich in
- Entschließungen, Empfehlungen und Stellungnahmen
- Mitteilungen
- vorbereitende Rechtsakte
- Informationen
- Bekanntmachungen zu Verfahren
- Unterreihen:
  - C … A (Anhang, u. a. für Stellenausschreibungen, seit 1991)
  - C … I (isoliert, z. B. eilbedürftig, seit 2016)
  - C … E (elektronisch, 1999 bis 2014)

In der Datenbank EUR-Lex wird das Amtsblatt der EGKS als Reihe A (antérieur ‚vor‘ Errichtung der Gemeinschaften) und das Amtsblatt der Gemeinschaften bis 1967 als Reihe P (postérieur ‚nach‘ Errichtung der Gemeinschaften) bezeichnet.

## Sprachen
Das Amtsblatt erscheint in allen jeweiligen Amtssprachen, also
- seit Dezember 1952 auf Deutsch, Französisch, Italienisch und Niederländisch;
- seit Januar 1973 zusätzlich auf Dänisch und Englisch;
- seit Januar 1981 zusätzlich auf Griechisch;
- seit Januar 1986 zusätzlich auf Portugiesisch und Spanisch;
- seit Januar 1995 zusätzlich auf Finnisch und Schwedisch;
- seit Mai 2004 zusätzlich auf Estnisch, Lettisch, Litauisch, Maltesisch, Polnisch, Slowakisch, Slowenisch, Tschechisch und Ungarisch;
- seit Januar 2007 zusätzlich auf Bulgarisch, Irisch und Rumänisch;
- seit Juli 2013 zusätzlich auf Kroatisch.

Für Maltesisch galt eine Übergangsfrist von Mai 2004 bis April 2007, für Irisch von Januar 2007 bis Dezember 2021.
Das Amtsblatt der EU ist das einzige Periodikum weltweit, das täglich in so vielen Sprachen erscheint.
Die EWR-Beilage zum Amtsblatt, auch EWR-Supplement genannt, erscheint seit 1994 auf Isländisch und Norwegisch, in der Regel donnerstags (im Jahr 1994 auch auf Finnisch und Schwedisch).

## Zitierform
Eine Fundstelle im Amtsblatt wird üblicherweise folgendermaßen angegeben:
- Kürzel „ABl.“
- ggf. Reihe: „L“ bzw. „C“ (bzw. „S“ in Papierform)
- Amtsblatt-Nummer
- Datum im Format T.M.JJJJ, eingeleitet durch „vom“
- Seitenzahl, eingeleitet durch „, S.“ (Paginierung seit Juli 1967 je Heft)
- Beispiel: ABl. L 119 vom 4.5.2016, S. 1

Auf die elektronische Reihe S wird mittels der Bekanntmachungsnummer hingewiesen:
- Jahr im Format JJJJ
- Reihe: „/S“
- Amtsblatt-Nummer im Format xxx
- Bekanntmachungsnummer, angeschlossen durch „-“
- Beispiel: 2021/S 077-197884